# CMP (motorfiets)
CMP is een historisch merk van motorfietsen.
De bedrijfsnaam was: Ciclomotori S.A.S, Padova.
Dit was een Italiaans dat merk in 1955 begon met de productie van motorfietsen. Het betrof tweetaktmodellen van 75-, 100, en 125 cc. Daarvoor werden inbouwmotoren van Sachs gebruikt. In 1956 werd de modellenlijn uitgebreid met een 50cc-model en ook een 125cc-viertakt met een Ceccato-motor, maar in dat jaar werd de productie ook beëindigd.